# جورج يوهانسون
جورج يوهانسون (بالسويدية: Georg Johansson-Brandius)‏ هو لاعب هوكي الجليد سويدي، ولد في 10 مايو 1898 في منتون في فرنسا، وتوفي في 20 أبريل 1964 في ستوكهولم في السويد.

## وصلات خارجية
- جورج يوهانسون على موقع EliteProspects.com (الإنجليزية)
- جورج يوهانسون على موقع Eurohockey.com (الإنجليزية)
- جورج يوهانسون على موقع أوليمبيديا (الإنجليزية)
- جورج يوهانسون على موقع اللجنة الأولمبية السويدية (السويدية)